# Calyptrocarya montesii
Calyptrocarya montesii är en halvgräsart som beskrevs av Gerrit Davidse och Robert Kral. Calyptrocarya montesii ingår i släktet Calyptrocarya och familjen halvgräs. Inga underarter finns listade i Catalogue of Life.